# Pierre-Charles Canot
Pour les articles homonymes, voir Canot (homonymie).
Pierre-Charles Canot (1714?-1777) est un graveur taille-doucier français, ayant principalement effectué sa carrière en Angleterre.

## Parcours
Né à Paris peu après 1713, Pierre-Charles Canot est le fils de Charles Canot, imprimeur en taille-douce, et de Marguerite Geneviève Allard, mariés par contrat du 8 octobre 1713. Son frère est le peintre paysagiste Philippe Canot (1715-1783).
En décembre 1740, Pierre-Charles Canot est arrêté et emprisonné avec d’autres (le graveur Edme Laurent Truchy, l’imprimeur en taille-douce Pierre Jacques Denis, le poète Charles Moraine et la compagne de celui-ci, « madame de Longueil », pour avoir produit un almanach érotique, l’Almanach de Priape pour l'année 1741. Libéré quelques mois plus tard, Canot a sans doute trouvé préférable d’aller s’installer à Londres.
Il part pour l'Angleterre peu après 1740, où, à l'instar de son illustre prédécesseur Gravelot, il va faire carrière en tant que graveur. Taille-doucier sur grand format, il fut, plus rarement, aquafortiste. Il travaille à ses débuts londoniens avec l'un des meilleurs élèves de Gravelot, Charles Grignion (1717-1810).
Son premier véritable succès est la gravure qu'il exécute en 1746, Le Naufrage de HMS Victory, d'après Peter Monamy : le Victory était le bâtiment le plus moderne de son époque et sa disparition, le 4 octobre 1744, qui choqua l'Empire britannique, entraîna chez les amateurs d'images un goût prononcé pour le sublime.
Pierre-Charles Canot était à Paris en 1765. Quand meurt sa sœur Jeanne Canot, on confie la tutelle de ses enfants à son mari, Jean Gauthier, imprimeur en taille-douce. Parmi les « parents et amis » des trois enfants mineurs, on trouve : Pierre-Charles Canot, « graveur en taille-douce, oncle maternel », ainsi que son frère Philippe, « me peintre à Paris ».
Considéré comme un bon graveur de vues, paysages, ports de mer et marines, il est nommé graveur-associé à la Royal Academy en 1770 et meurt à Londres en 1777, dans le bourg de Kentish Town.
On connaît de lui un certain nombre de gravures de reproduction d'après Jan van Goyen, Claude Lorrain, William Bellers, Richard Paton et surtout Jean Pillement qu'il adapta de nombreuses fois, répondant ainsi au goût de son temps.
Il eut au moins un élève, Christopher Norton (?-1799), notamment sur la gravure de La Petite Montagne (1756) d'après Pillement, exécutée au même format (28 × 35 cm).

## Conservation
Le graveur et antiquaire Joseph Strutt (1749-1802) fut le premier à tenter l'inventaire de son œuvre dès 1786.
Charles Blanc estime à plus de 175 pièces sa production.
Michael Bryan a produit en 1816 l'inventaire du fonds Canot au British Museum soit près d'une trentaine de planches.
Marcel Roux (1884-1956) signale, parmi près d'une centaine de pièces conservées au cabinet des estampes de la BnF, une remarquable planche satirique, Le Déjeuné de Ferney (1773) représentant Voltaire alité, visité par le futur Louis XVI.

## Quelques estampes

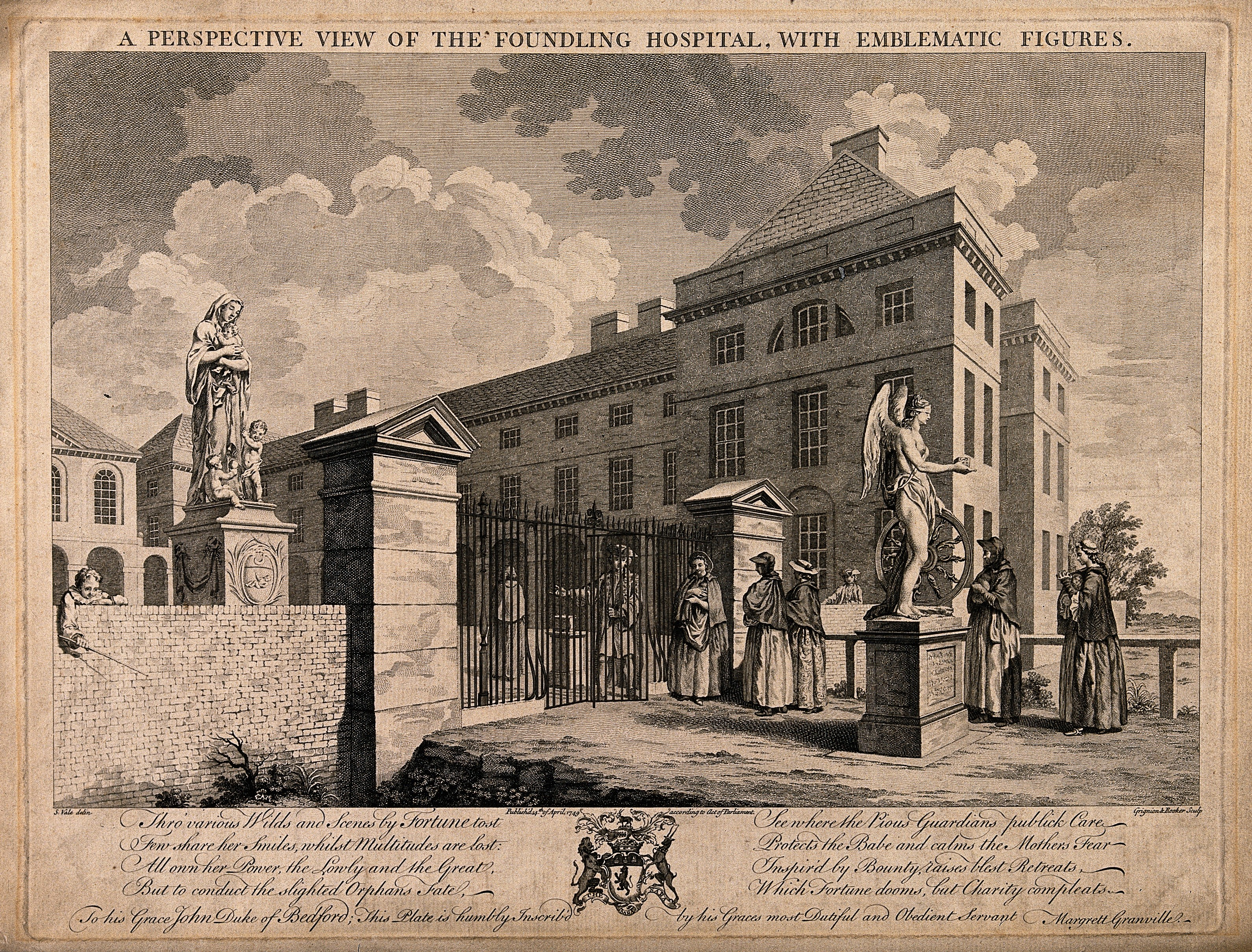
The Foundling Hospital, Holborn, London (1749), d'après Samuel Wale.
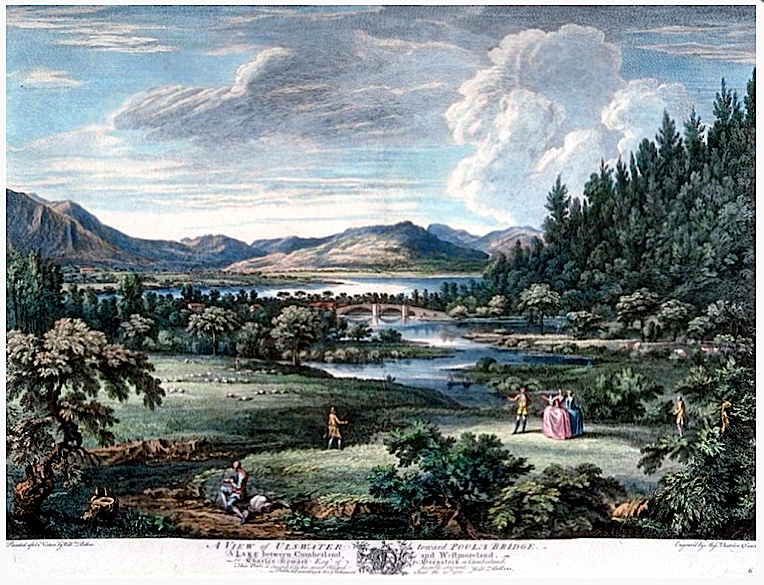
A View of Ullswater toward Poola Bridge. A Lake between Cumberland and Westmoreland (1753), d'après William Bellers, co-gravé avec Chatelain (colorée au pinceau).
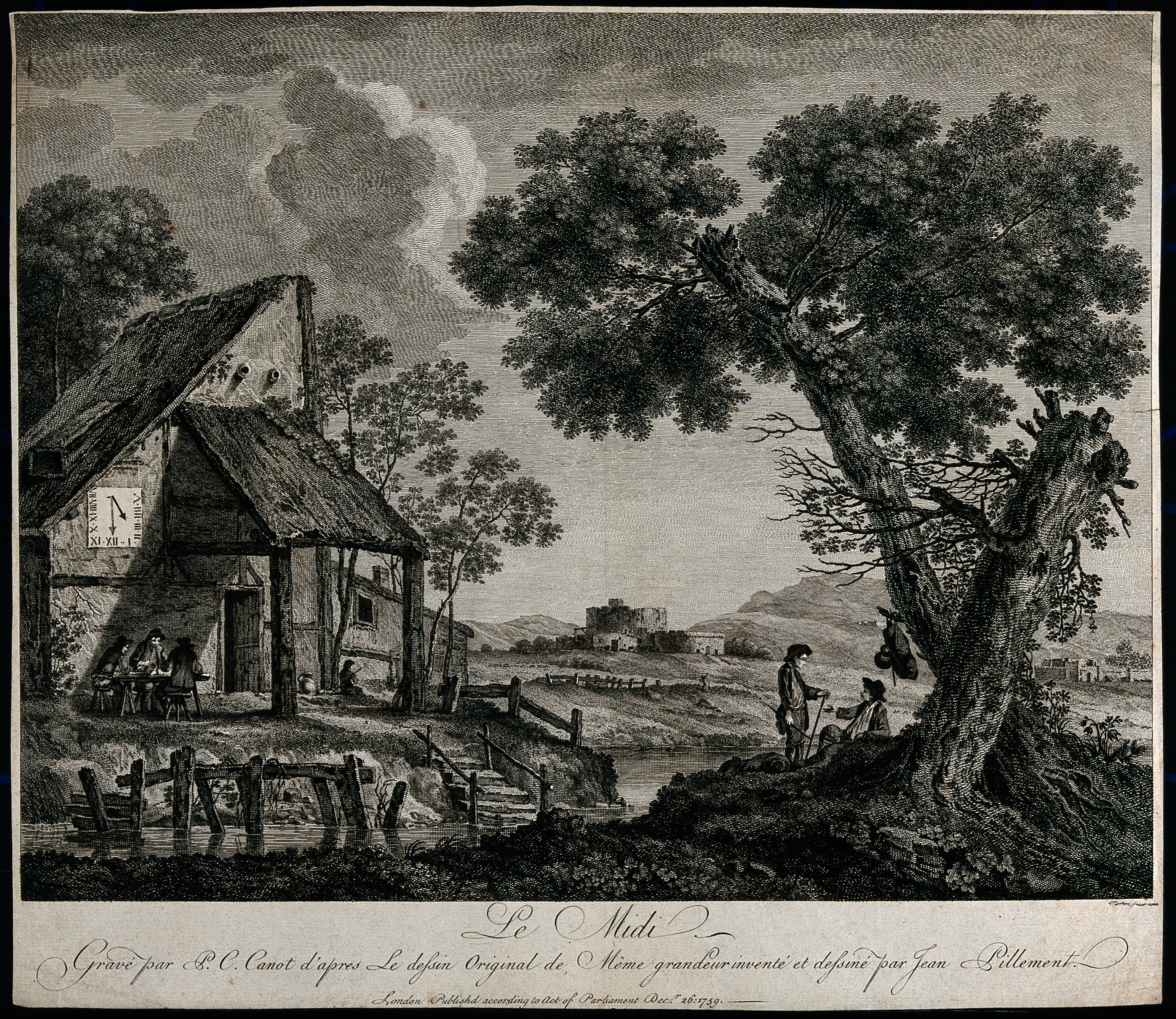
Le Midi (1759), gravé avec Norton, d'après Pillement.
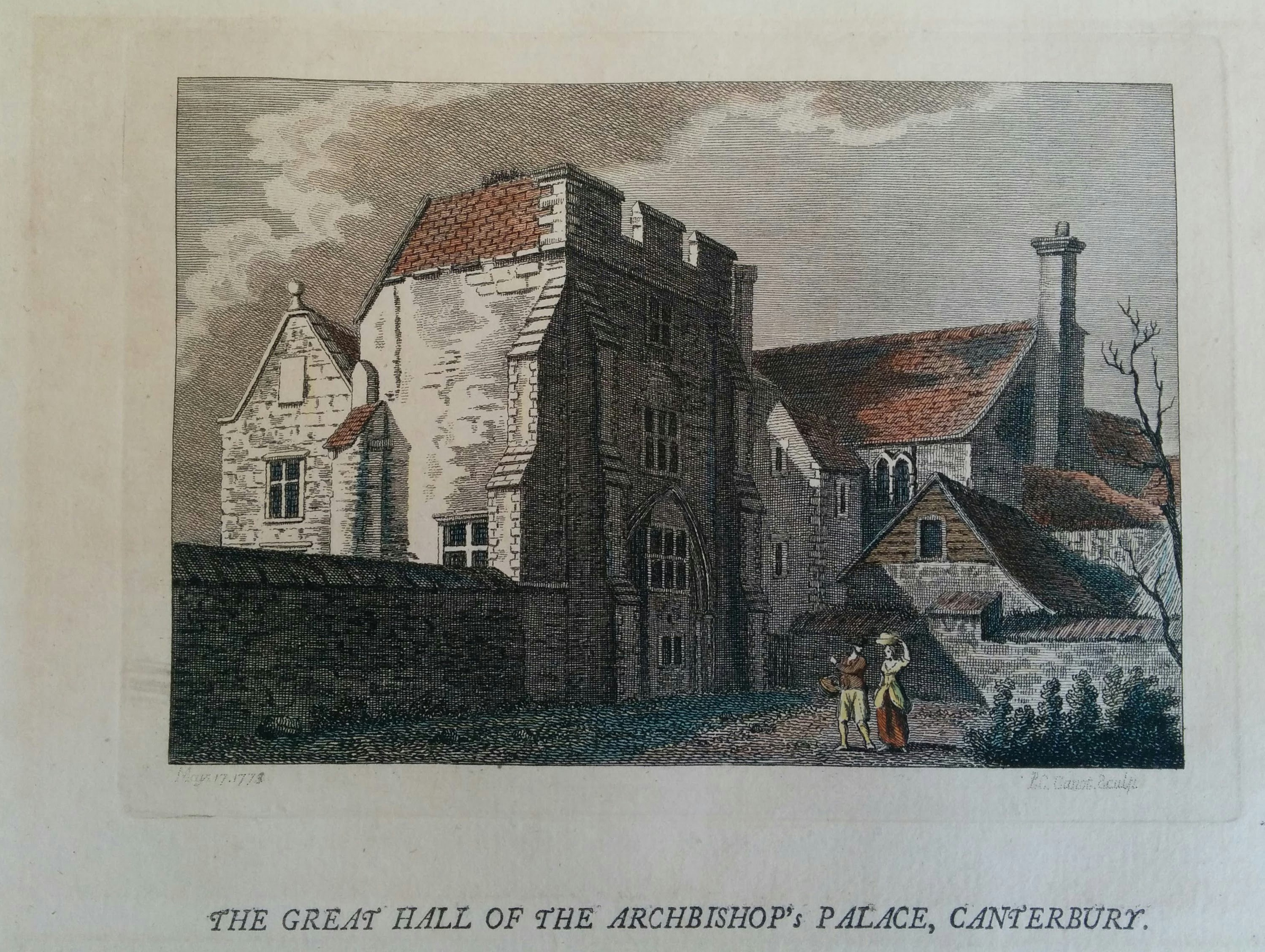
The Great Hall of the Archbishop's Palace, Canterbury (mai 1773).
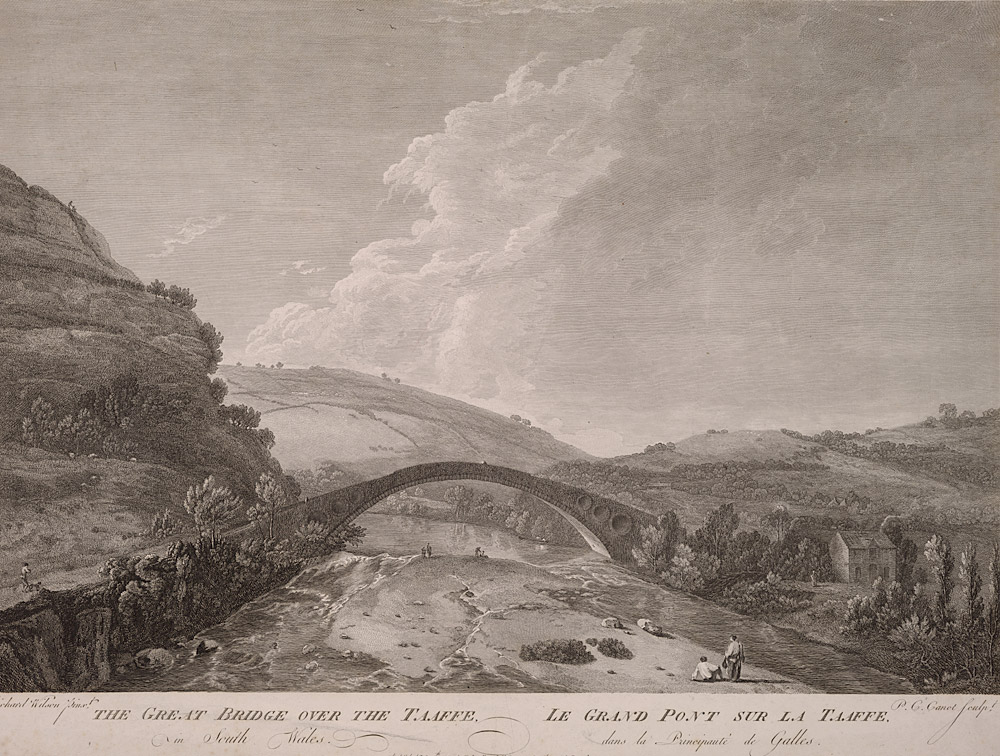
Le grand pont sur la Taffe dans la principaute de Galles (juillet 1775) d'après Richard Wilson (National Library of Wales).